# 1614 год в России
Царствование: 1613—1645 — Михаила Фёдоровича

## События
- 1609—1618 — Русско-польская война[1].
  - 1613—1617 — осада Смоленска[2].
- 6 апреля — земский собор постановил (текст не сохранился) сбор с населения пятинных денег (первой «пятины», то есть в размере 1/5 годового дохода) на жалованье ратным людям[3].
- 5 мая — Михаил Фёдорович совершил богомольный поход в Николо-Угрешский монастырь, где совершил освящение нового храма. Во время приёма между стольниками И.Н. Траханиотовым и В.П. Шереметевым произошёл местнический спор[4].
- Июнь — астраханское восстание против донского атамана Ивана Заруцкого, не признававшего нового царя Михаила Фёдоровича; укрывшиеся на Яике Заруцкий и Марина Мнишек были выданы властям казаками[5].
- Июль — русское войско потерпело поражение в битве под Бронницей
- Июль — казнь в Москве Ивана Заруцкого и трёхлетнего Ивана Ворёнка (сына Лжедмитрия II). Смерть Марины Мнишек в заточении в Коломне[5].
- 1 сентября — земский собор обсуждал бесчинства казаков в уездах Замосковных и Поморских городов[3].
- 4 сентября — царский наказ послам, направленным земским собором к казакам, чтобы убедить их покориться правительству[3]
- 1614—1621 — август осада Гдова. Гдов вновь под шведской властью[6].
- 1614—1616 — Карачев захвачен войсками Речи Посполитой (см. 1615 год)[7].
- Медынь занят и значительно пострадал от захватившего город отрядов атамана Баловнева М. И[8].
- Закончился неудачей начатый в 1613 году военный поход на Великий Новгород под руководством Д.Т. Трубецкого[6].
- Одоевский Иван Никитич Большой способствовал тому, что новгородцы, принесшие клятву на верность королевичу Карлу Филиппу, отказались от присяги шведскому королю Густаву II Адольфу[9].
- ? — основан православный Ущельский Иовский монастырь в деревне Ущелье Лешуконского района Архангельской области (закрыт в 1764 году).
- В Сибири произошёл бунт киргизов и сибирских татар, которые напали на город Томск[10].
- Зима 1614/15 — Рыльск выдержал нападение ногайцев[11].
- 1614/15 — Торопец выдержал осаду польско-литовский войск[12].
- Каргополь выдержал осаду отряда "воровских" казаков[13].
- В Тутаеве, пожалованном в 1564 году татарским мурзам, они устранены от управления, в городе установлена воеводская власть[14].
- Колтовская Анна Алексеевна, четвёртая жена Ивана Грозного (с 1572 года), пожалована царём землями в Устюжском уезде (см. 1586, 1598, 1604, 1612)[15].
- Пожалованы боярством: Одоевский Иван Никитич Меньшой (ум. 1629), Салтыков Борис Михайлович[16].

## Города и поселения
- Впервые, в Писцовой книге, упоминается село Дмитровское (сов. г. Дмитриев) пожалованное царём Рыльскому Николаевскому монастырю[17].
- В Устюжне полностью достроен деревянный острог, начатый в 1609 году (см. 1631 год)[18].

## Акты и грамоты
- 5 января — отписка Богдана Чулкова о его сражении с казаками и охочими людьми под Андомским острожком в Заонежском погосте с литовскими людьми и о погоне за ними под Каргополь, с приложением списка казаков и охочих людей, кои были с ним в Андомском острожке[19].
- 5 января — челобитье брянчанина Фёдора Парфеньева об отпуске его в Москву для женитьбы[19].
- 20 января — отписка воеводы Фёдора Плещеева и В. Неплюева об отсылке ими по государеву указу на Пашу к Тихвинским сидельцам, атаманам и казакам в головы Угрима Лупандина[19].
- 22 января — отписка воеводы Плещеева Фёдора о посылка им в Москву четырёх пленных, немца и черкасс, взятых казаками в 30 верстах от Новгорода и допросе их в Москве[19].
- 22 января — отписка Псковских воевод Ивана Хованского, Никиты Вельяминова и Василия Корина о вестях про литовских и немецких людей, что они, соединившись, намерены вместе воевать Русскую землю[19].
- 24 января — челобитье вдовы Фёдоры Желябужской об отпуске сына её со службы из под Смоленска для погребения его дочери, убитой мужем (Нащокиным Фёдором Ивановичем)[19].
- 29 января — отписка воеводы Плещеева Ф. о присылке к нему от головы Наумова Ильи взятых казаками в бою на Олонце, вместе с Барай мурзой языков 6 человек и об отсылке их в Москву[19].
- Январь — отписка воеводы Палицына Андрея Зерзнева о присылке к нему в острожек под Старую Русу ратных людей[19].
- 2 февраля — отписка Псковских воевод Ивана Хованского с товарищи, что в Себежске осадные головы Бобров Василий и Неелов Иван чинят задоры за рубежом и за то литовские люди хотят осадить Себеж[19].
- 6 февраля — отписка воеводы Плешеева Фёдора о побеге атамана Титова Михаила со взятыми под Олонецком языками к Барай мурзе[19].
- 12 февраля — челобитье Якова Соловцова о пожаловании его в жильцы[19].
- 12 февраля — отписка из Псково-Печорского монастыря архимандрита Иоакима о троекратном приступе литовских людей к монастырю и их отбитии[19].
- 13 февраля — отписка Ярославских воевод Тюменского Василия Агишевича с товарищи об отсылке в Москву казаков Кузьмы Неворова да Иванова Смирного, в следствии обвинения их в измене, с приложением расспросных речей и допросе тех казаков в Москве[19].
- 17 февраля — отписка Псковских воевод Ивана Хованского с товарищи о расспросе им приведённых языков немецких людей о шведских делах и о количестве войск под Новгородом с Яковым Пунтусовым[19].
- 28 февраля — грамота в Углич воеводе Погожеву Фёдору Ивановичу о посылке по угличскому съезду голов с ратными людьми для поимки воровских казаков под начальством атамана Яковлева[19].
- Февраль — отписка воеводы Трубецкого Д. о побеге их полков атамана Семёнова Овери с подговорными казаками, всего 200 человек[19].
- 17 марта — отписка Каргопольских воевод Дашкова Ивана и Пустошкина Степана о приходе литовских воинских людей в Шуйскую волость Новгородского уезда и о их намерении идти на Белоозеро и под Кириллов монастырь[19].
- 18 марта — отписка Невльского воеводы Гагарина Семёна о получении им вестей о появлении литовских людей под Опочкою, с приложением расспросных речей Василия Лукина[19].
- 20 марта — расспросные речи атаманов Фёдора Кочна и Ивана Фомина прибывшими из под Смоленска с отписками в Москву, о вылазке из Смоленска на Печорскую гору и о расположении русских войск под Смоленском[19].
- 23 марта — расспросные речи литвина шляхтича Семёна Судовского о количестве войск в Мстиславле и о намерении гетмана Ходкевича идти на Смоленск[19].
- 23 марта — отписка Павлова Якова, Несветаева Григория и Шипунова Воина о невозможности им с собранными в Пошехонье служилыми людьми пройти к Тихвину, т.к. в Пошехонском уезде многие воровские казаки стоят по сёлам и волостям, крестьян грабят, а деревни жгут[19].
- Март — челобитье жильца Голенищева-кутузова Ивана Ивановича о справке за ним поместной и денежных придач, пожалованных царём Иваном Шуйским[19].
- Март — отписка воеводы Палицына Андрея Зерзнева о поражении им между Новгородом и Русою (Старой Русою) немецких людей, при чём захвачены 6 человек пленных, с приложением "листа" из Старой Русы от немецкого воеводы о размене пленных казаков на тело каптена Банера, убитого под Рамышенским острожком[19].
- 15 апреля — отписка Псковских воевод Хованского Ивана по скольку давать дворянам и детям боярским за изрон (ранения)[19].
- 8 декабря — отписка воевод Пронского Петра с товарищи о приходе в Холмогорский острог из плена русских выходцев (князь Оболенский Тимофей Иванович) и допросе их и захваченных в плен черкас о намерениях литовских и немецких воинских людей[19].
- Челобитье князя Гундорова Ивана Ивановича о пожаловании его в жильцы[19].
- Отписка воеводы Богдана Чулкова об отбитии польских и литовских людей от Никольского и Шуйского острожков, с приложением расспросных речей пленных о количестве неприятельского войска[19].

## Руководители приказов
| Года      | Приказ             | Ф,И,О главы               | Примечания |
| --------- | ------------------ | ------------------------- | ---------- |
| 1613-1618 | Посольский приказ  | Третьяков Пётр Алексеевич |            |
| 1613-1618 | Устюжская четверть | Третьяков Пётр Алексеевич |            |
|           |                    |                           |            |

## Правление
Список глав государств в 1614 году

## Умерли
- Иван Ворёнок (5 января 1611[источник не указан 3138 дней], Калуга — 16 июля 1614, Москва) — малолетний сын Марины Мнишек от Лжедмитрия II (реальнее — от атамана донских казаков Заруцкого Ивана Мартыновича); сторонники называли его Иван Дмитриевич и считали претендентом на русский престол, а противники — Ивашка или Ворёнок; казнён через повешение.
- Глебов, Семён Матвеевич — военный деятель, воевода в Коломне, Мценске и Нижнем Новгороде, родоначальник рода Глебовы.
- Годунов, Степан Степанович — стольник (1598), окольничий (1598), воевода[21].
- Заруцкий, Иван Мартынович (?, Тарнополь — 1614, Москва) — атаман донских казаков, один из виднейших предводителей казачества в эпоху Смуты; был казнён, посажен на кол.